# Polyrhachis villosa
Polyrhachis villosa är en myrart som beskrevs av Carlo Emery 1897. Polyrhachis villosa ingår i släktet Polyrhachis och familjen myror.

## Underarter
Arten delas in i följande underarter:
- P. v. pubiventris
- P. v. villosa